# Buffonellaria jensi
Buffonellaria jensi är en mossdjursart som beskrevs av Berning och Kuklinski 2008. Buffonellaria jensi ingår i släktet Buffonellaria och familjen Celleporidae. Inga underarter finns listade i Catalogue of Life.